# 総社警察署

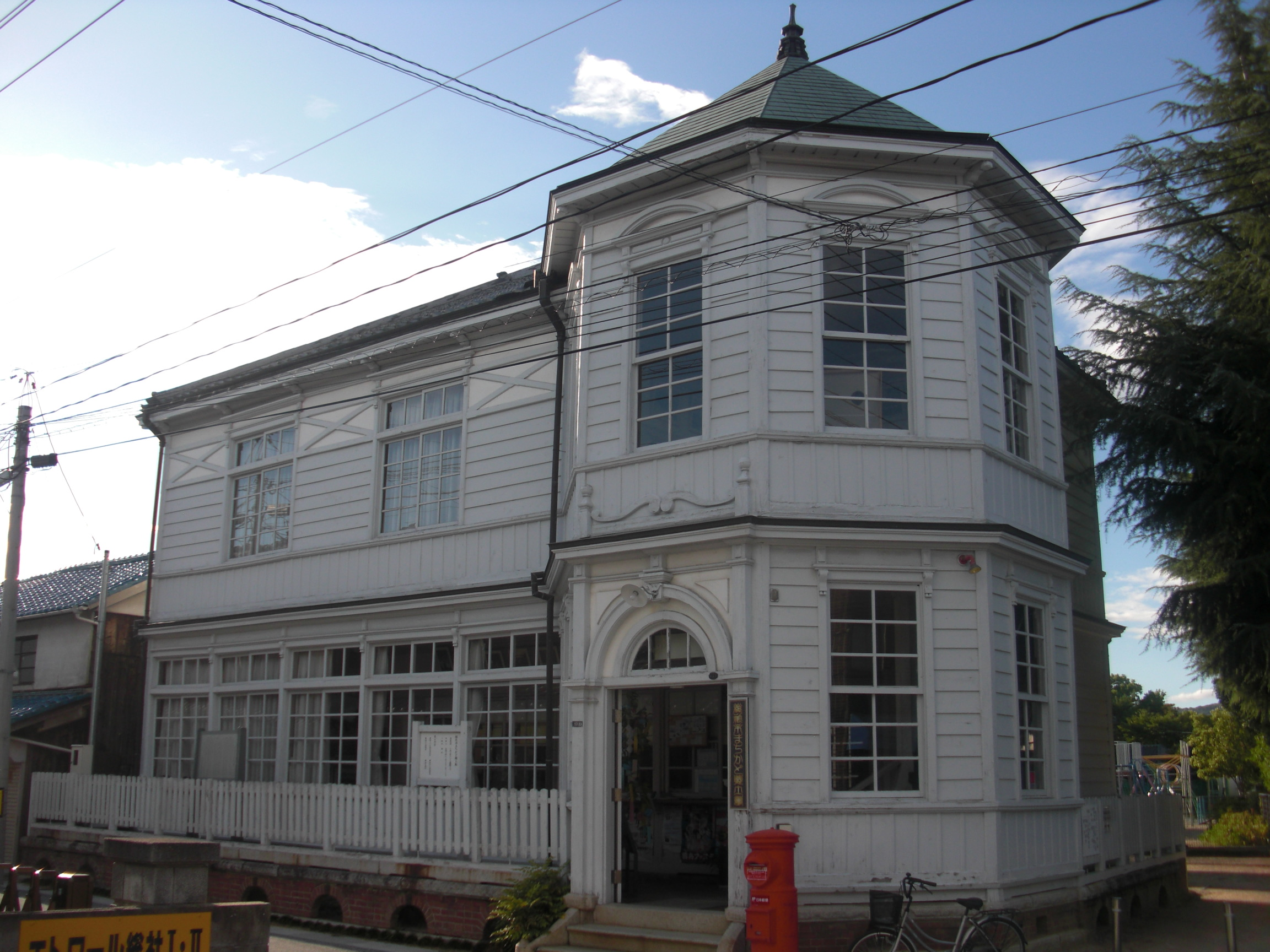
旧庁舎（まちかど郷土館）

総社警察署（そうじゃけいさつしょ）は、岡山県警察が管轄する警察署の一つである。岡山県総社市真壁426番地1にあり、岡山県総社市を管轄する。

## 沿革
- 1876年6月 賀陽郡総社村（現・総社市）に巡査屯所を設置
- 1877年2月 倉敷警察署総社分署に改称
- 1900年4月 倉敷警察署から独立し、吉備郡総社町（現・総社市）に総社警察署を設置
- 1910年 総社2-17-33に庁舎建設（まちかど郷土館として現存）
- 1948年3月 旧警察法に基づき吉備地区署（国家地方警察）と総社町警察署（自治体警察）に分割
- 1951年 吉備地区署に統合
- 1954年7月1日 警察法改正を受け、総社警察署となる。
- 1959年3月 総社2-18-18に移転
- 1983年7月 現庁舎建設、移転
- 2006年4月1日 倉敷市真備地区を玉島警察署へ移管

## 交番
（ ）の中は所在地。
- 総社駅前交番（総社市駅前一丁目）
  - 総社市のうち井尻野、井手、駅前一丁目・二丁目、刑部（一部）、小寺（一部）、総社（一部）、総社一丁目 - 三丁目、中央一丁目 - 六丁目、中原（一部）、福井（一部）、真壁、溝口、三輪（一部）、門田
- 鬼ノ城交番（総社市北溝手）
  - 総社市の総社（一部）、奥坂、久米、黒尾、西阿曽、東阿曽、見延（一部）、赤浜、金井戸、上林（一部）、北溝手、窪木、下林（一部）、長良、三須、南溝手
- 総社西交番（総社市久代）
  - 総社市のうち上原、下原、富原、秦、福谷、久代、八代、新本、山田

## 駐在所
（ ）の中は所在地。
- 美袋駐在所（総社市美袋）
  - 総社市のうち宇山、影、槁、下倉、種井、中尾、延原、原、日羽、美袋
- 豪渓駐在所（総社市宍粟）
  - 総社市のうち宍粟、槙谷、見延（一部）
- 泉駐在所（総社市泉）
  - 総社市のうち泉、刑部（一部）、小寺（一部）、福井（一部）
- 山手駐在所（総社市地頭片山）
  - 総社市のうち岡谷、上林（一部）、地頭片山、宿、下林（一部）、西郡、西坂台
- 清音駐在所（総社市清音上中島）
  - 総社市のうち清音柿木、清音上中島、清音軽部、清音黒田、清音古地、清音三因、中原（一部）、三輪（一部）